# 楊少初
楊少初，OBE，JP（1934年12月19日—），香港律師、公證人、前立法局議員以及鄉議局議員。他是首位來自新界的原居民律師，也是首位出身鄉議局、獲委任為非官守立法局議員的新界鄉紳。

## 背景
楊少初生於新界，是元朗十八鄉凹頭楊屋村的原居民；家族經營稻穀脫殼機生意，持有和生圍牛潭尾村土地業權。他就讀鐘聲學校（1940年代末畢業），1945年香港重光後才開始學習英語，以優異成績考入皇仁書院以及英皇書院（1954年中七）。在校時喜歡打籃球，不喜歡讀書。他在中七畢業後入讀香港大學法律系，曾在大律師毛雲龍的律師行實習，後來於1959年為了提升英語能力而轉為負笈英國倫敦大學完成法律系榮譽學士學位，並取得執業律師資格。
1961年，楊少初返回香港後成為執業律師，成立「楊少初律師行」。他於1965年代表香港革新會參加1965年香港市政局選舉，但未能當選。同期以十八鄉村原居民代表身份（1964年起出任）活躍於鄉議局事務且擔任執行理事及特別議員（為期兩年）。及後，楊少初於1974年8月成為首位獲委任為太平紳士的新界區人士。1977年通過爭取加入立法局為鄉紳謀福祉，被港督麥理浩委任為首位具鄉議局及原居民背景的非官守立法局議員，期間是立法局財務委員會兼會下工務小組委員會委員，至1984年以忙於處理私事、無暇兼顧議會職務為由向政府提出卸任意願。鑑於他對新界鄉村事務作出長期貢獻，他在1980年獲授予大英帝國官佐勳章，1981年領受榮譽。此外，他當年正擔任新新金行的董事。
1981年，楊少初收回和生圍私人土地，結果引發警民衝突；事緣他在1960年代與租戶簽訂合約，訂明租約期於1975年屆滿後將收回土地業權自行發展，租戶最後沒有如期交回土地，令事件一直拖拉至1981年以衝突結束。
除了議員職務，楊少初基於助人精神，曾擔任不同公職及參與其他社會事務，包括任博愛醫院兩屆董事局總理（1964年至1966年）兼名譽法律顧問、兩屆保良局總理（1968年至1970年）、香港兒童安置所副主席、香港保護兒童會義務秘書、香港童軍總會新界地域執行委員會委員與九龍仔地域會副主席、香港扶幼會主席（1975年起）、法律執業者紀律審裁組成員（1973年起）、香島獅子會前會長（1972年至1973年）、九龍樂善堂總理、康樂體育委員會委員（1975年至1984年）、教育上訴委員會委員（1975年至1983年）、英聯邦獎學金遴選委員會（1975年至1983年）、教育委員會委員（1976年至1983年）、政府帳目委員會委員（1977年至1984年）、香港釋囚協會主席、香港日本文化協會主席（1974年）、新界清潔香港諮商委員會主席（1981年至1982年）、撲滅罪行委員會委員（1977年至1985年）、郊野公園委員會委員（1978年至1983年）、香港大學校務委員會成員（1977年至1985年）、元朗區議會委員兼區議員（1982年至1988年）、香港大學校董會委員（1982年至1984年）、清潔香港運動督導委員會委員（1984年）、稅務上訴委員會（1985年至1988年）以及獨立監察警方處理投訴委員會成員（1987年至1988年）等。
而早於1969年，他已加入半島青年商會任創會副會長，1970年被選為會長，現為該會的永遠名譽會長。還有，他於1969-1970年擔任英皇書院同學會主席（後為名譽會長）。1971年獲推選為國際青年商會香港總會會長。其後成為新界扶輪社創社社友、元朗大會堂管理委員會永遠名譽會長、官立學校非學位教師職工會義務法律顧問、仁愛堂委員（1981年起）、香港弱智人士服務協進會會長、英皇書院同學會小學與英皇書院同學會羅宗淦紀念小學校董和保良局壬子會會員。商業方面，則開設「鑽石證券」投資公司進行投資。

## 個人生活
楊少初已婚，妻子為一名日本人。2人婚後育有1子2女。